# تپه قیجه با قیلجه
تپه قیجه با قیلجه مربوط به هزاره ۵ تا دوره ساسانیان است و در شهرستان ساوه، روستای چمران واقع شده و این اثر در تاریخ ۱۰ آذر ۱۳۵۴ با شمارهٔ ثبت ۱۲۰۴ به‌عنوان یکی از آثار ملی ایران به ثبت رسیده است.